# Chinesisches Spaltkörbchen
Das Chinesische Spaltkörbchen (Schisandra chinensis), auch Chinesische Beerentraube oder Chinesischer Limonenbaum (chin. wuweizi, 五味子 – „Fünf-Geschmäcker-Beere“)  a) genannt, ist eine Pflanzenart aus der Gattung der Spaltkörbchen oder Beerentrauben (Schisandra) in der Familie der Sternanisgewächse (Schisandraceae). Somit zählt diese Pflanze zu den Einfurchenpollen-Zweikeimblättrigen innerhalb von den Zweikeimblättrigen. Es ist eine aus China stammende Heilpflanze. Ihre früheste Erwähnung geht auf die Han-Dynastie zurück. In China und Korea ist die Frucht als Fünf-Geschmäcker-Beere  b) bekannt, da sie zugleich salzig, süß, sauer, scharf und bitter schmeckt.

## Beschreibung

### Vegetative Merkmale
Schisandra chinensis ist eine laubabwerfende, ausdauernde verholzende Kletterpflanze, also Liane, die Wuchshöhen von etwa 8 Meter erreicht.
Die wechselständig angeordneten, einfachen Laubblätter sind in Blattstiel und -spreite gegliedert. Der kahle Blattstiel ist 0,9 bis 4 Zentimeter lang. Die dünne und bespitzte, fein gezähnte bis gesägte Blattspreite ist mit einer Länge von 4,5 bis 8 (selten bis 10,5) Zentimeter und einer Breite von 2,5 bis 6,5 Zentimeter elliptisch oder eiförmig bis verkehrt-eiförmig.

### Blüten, Früchte und Samen
Schisandra chinensis ist zweihäusig getrenntgeschlechtig (diözisch). Die achselständigen Blüten stehen einzeln über einem kurzlebigen Tragblatt ab der Basis von jungen Sprossachsen. Der kahle Blütenstiel weist bei männlichen Blüten eine Länge von 0,6 bis 2,8 cm und bei weiblichen Blüten eine Länge von 0,7 bis 3,5 cm auf. Die eingeschlechtigen Blüten mit einfacher Blütenhülle duften. Es sind fünf bis neun, längliche, weiße, cremefarbene bis gelbe, kahle und ungleiche Blütenhüllblätter vorhanden, von denen das größte eine Länge von 6,5 bis 11 mm und eine Breite von 2 bis 5 mm aufweist. In den männlichen Blüten sind die fünf bis sechs kurze Staubblätter mehr oder weniger frei, sie haben keine oder ein Teil von ihnen nur einen sehr kurzen Staubfaden. Der Pollen ist sechs-colpat. Die weiblichen Blüten enthalten 17 bis 40 freie, spiralig-kegelig angeordnete, oberständige Fruchtblätter mit fast sitzenden Narben. Die Blütezeit reicht von Mai bis Juli.

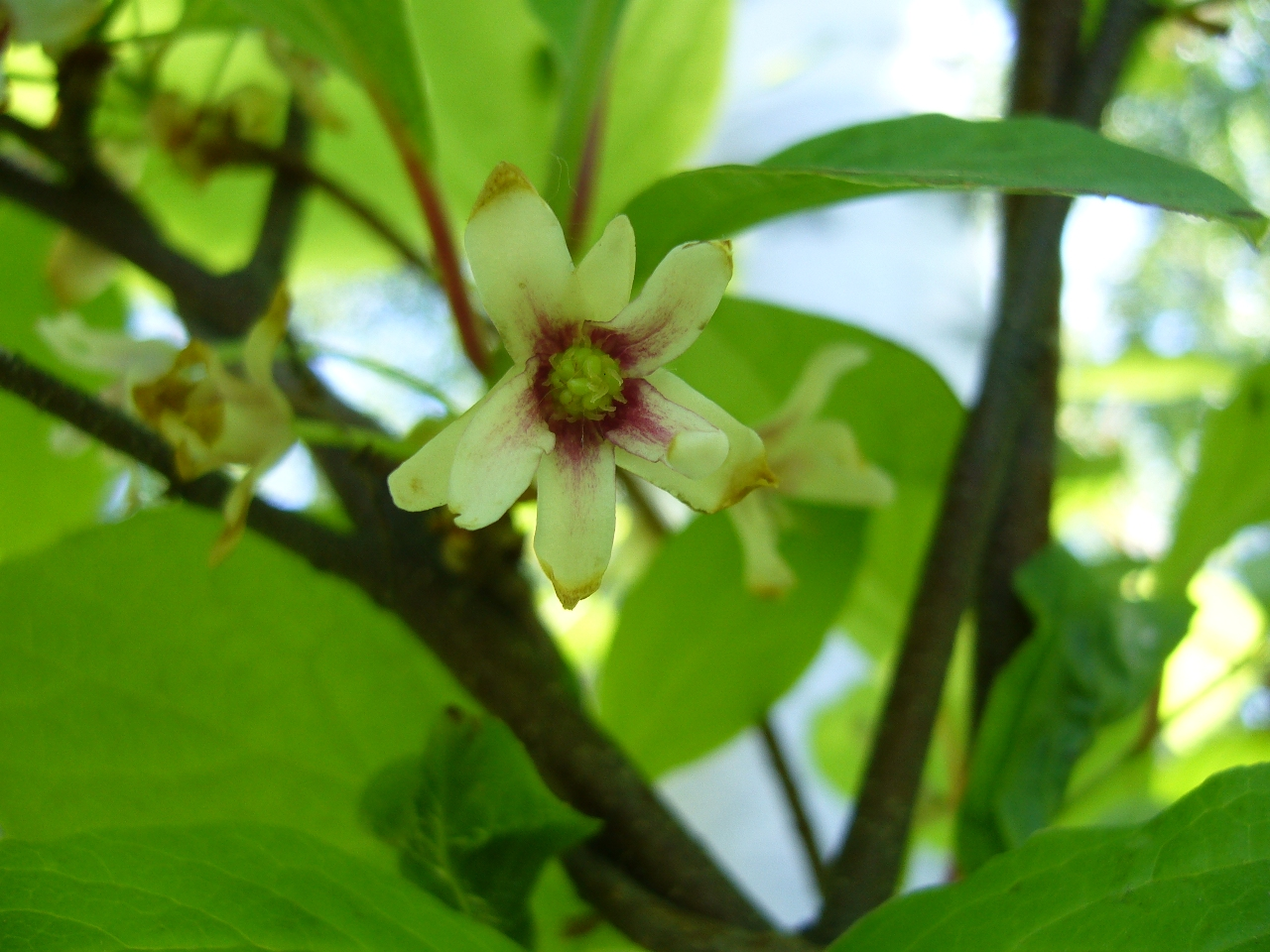
Weibliche Blüte des Chinesischen Spaltkörbchens (Schisandra chinensis)

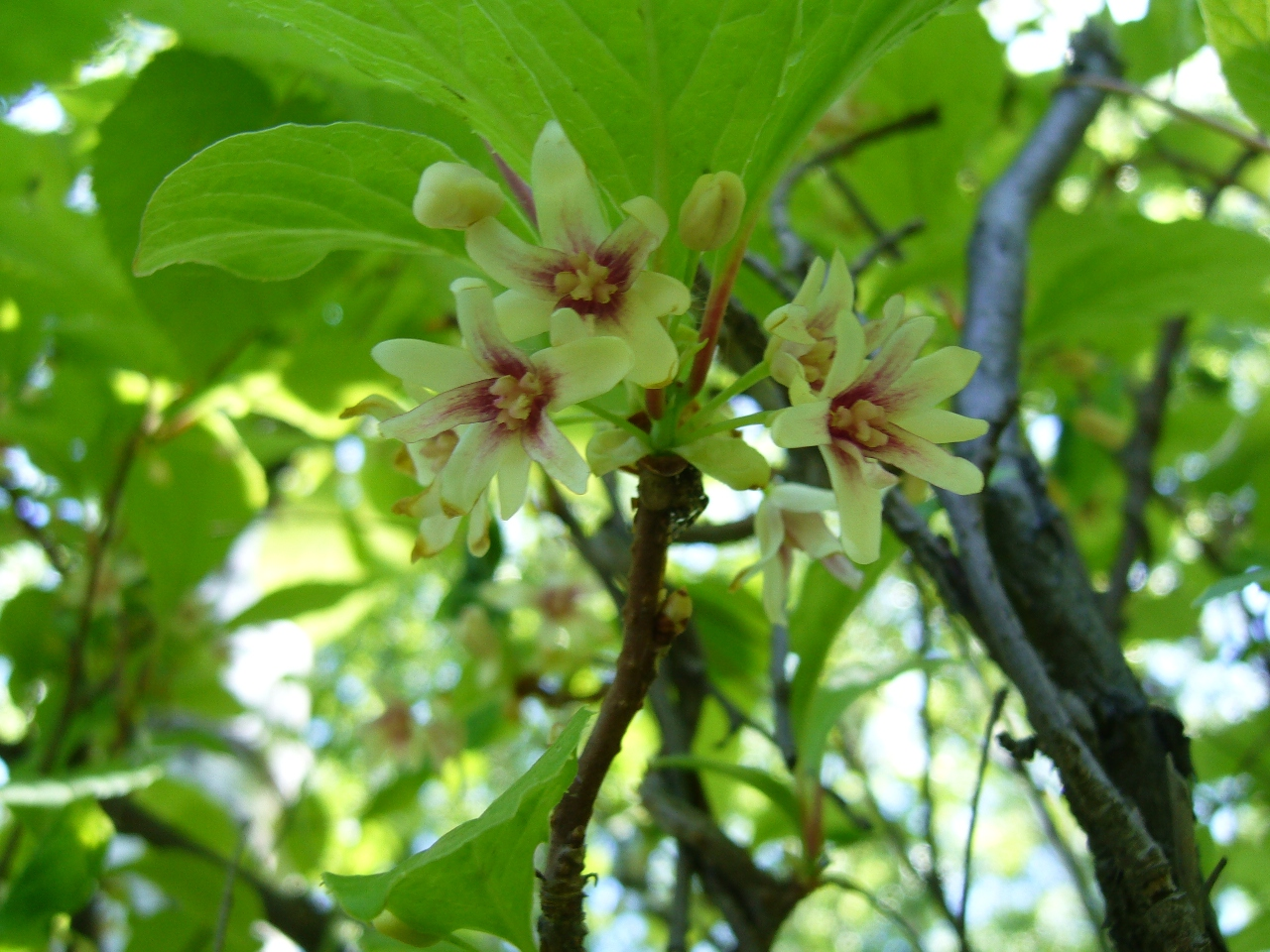
Männliche Blüten

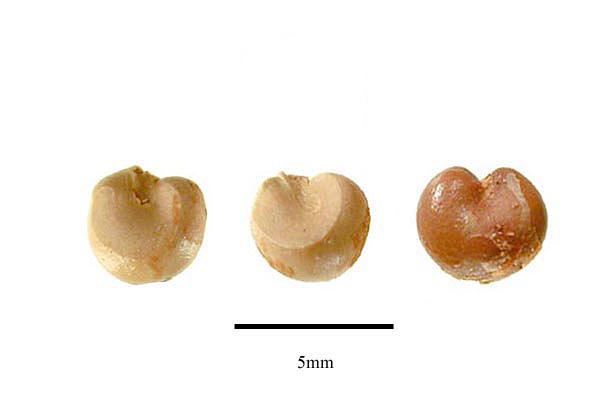
Samen

An einem 2 bis 7,5 Zentimeter langen, kahlen Fruchtstandsstiel hängen viele rundliche Früchte, Beeren (Sammelfrucht) an einem verlängerten Blütenboden zusammen. Es werden aromatische rosafarbene bis rote Früchte gebildet, die eine Länge von 5 bis 7,5 und einen Durchmesser von 6 bis 8 Millimeter aufweisen und nur ein bis zwei Samen enthalten. Die nierenförmigen, bräunlichen Samen besitzen eine glatte Samenschale (Testa). Die Früchte reifen von Juli bis September.

### Inhaltsstoffe
Die Früchte werden wegen ihrer heilenden Wirkung in der chinesischen Kräuterkunde schon seit langem eingesetzt. Da die Pflanze ätherisches Öl enthält, wird dieses auch in der Parfümindustrie verwendet. Die Früchte enthalten Vitamin C, Zitronensäure, Apfelsäure und Pektin. Die Samen und Blätter enthalten den Wirkstoff Schisandrin.

### Chromosomenzahl
Die Chromosomenzahl beträgt 2n = 28.

## Vorkommen
Das Chinesische Spaltkörbchen kommt von fernöstlichen asiatischen Russland bis ins zentrale Japan und ins nördliche China vor.

## Systematik
Das Basionym ist Kadsura chinensis Turcz.; der russische Botaniker Nikolai Turtschaninow ordnete diese Art damit im Jahr 1837 in Bulletin de la Société Impériale des Naturalistes de Moscou, 10 (7), S. 149. zunächst der Gattung Kadsura zu. Der französische Botaniker Henri Ernest Baillon stellte diese Art 1868 in Histoire des Plantes, 1, S. 148 als Schizandra chinensis in die Gattung Schizandra. Weitere Synonyme sind Maximowiczia chinensis (Turcz.) Rupr. ex Maxim., Maximowiczia japonica K.Koch, Maximowiczia amurensis Rupr., Polycarpa maximowiczii und Schisandra chinensis var. leucocarpa P.H.Huang & L.H.Zhou.

## Wirkung
Ihr wird eine regenerierende und leistungsstärkende Wirkung zugeschrieben, außerdem wird sie in der chinesischen Heilkunde bei Diabetes mellitus, Herzklopfen, Schlaflosigkeit, Ekzemen, schlechter Sehfähigkeit, schwachem Gehör, Erkältungskrankheiten, Hepatitis, Harnwegserkrankungen, frühzeitigem Samenerguss, Asthma und Depressionen eingesetzt.
In China gilt sie als ein sexuelles Stärkungsmittel für beide Geschlechter in Verbindung mit Yohimbe und Ginkgo biloba. Sie ist eine adaptogene Heilpflanze.

## Nutzung
Schisandra chinensis ist in Mitteleuropa winterhart.
Frische Früchte schmecken ungewöhnlich (süß, sauer, scharf, bitter bis salzig). Die Früchte können zu Marmelade, Sirup, alkoholfreien Getränken oder Likör verwertet werden.
Aus den Früchten kann Tee zubereitet werden, wobei die Kochzeit mit max. 20 Minuten angegeben wird.
Getrocknete Früchte schmecken wie eine Mischung aus Wacholderbeeren und Thujen, pfeffrig-scharf mit säuerlichem Nachgeschmack.
Die Beeren können auch gekaut werden, und zwar mehrmals täglich über den Tag verteilt jeweils drei bis vier Beeren. Darüber hinaus werden auch Kapseln zum Einnehmen angeboten.

## Galerie

Nutzung der Schisandra chinensis
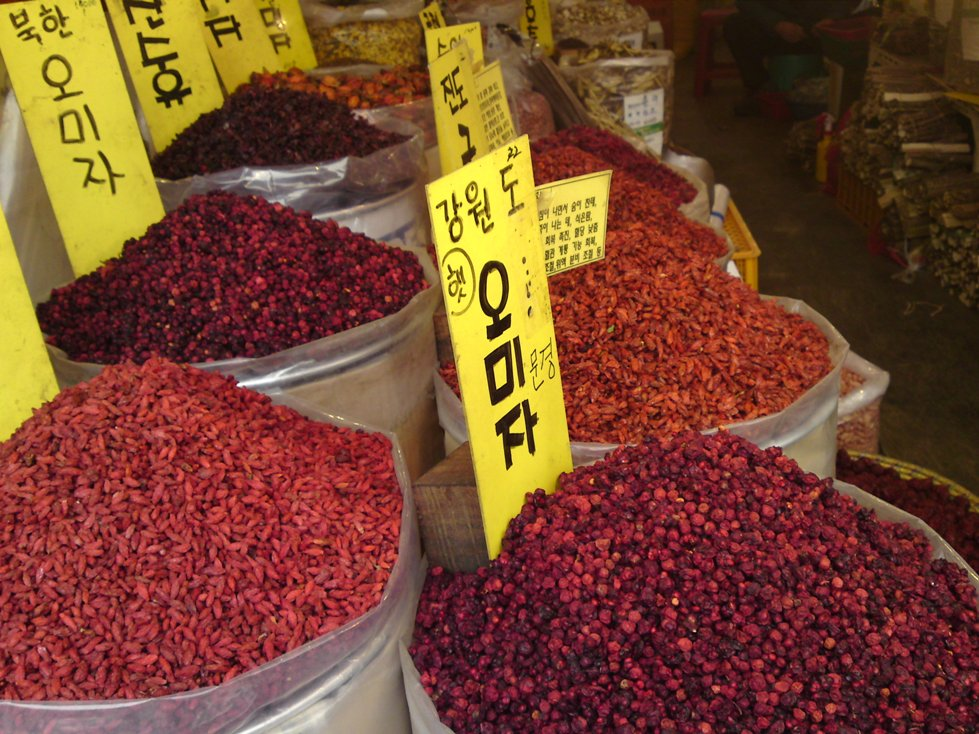
getrockneteSchisandra chinensis (rechts unten) im Verkauf, Südkorea
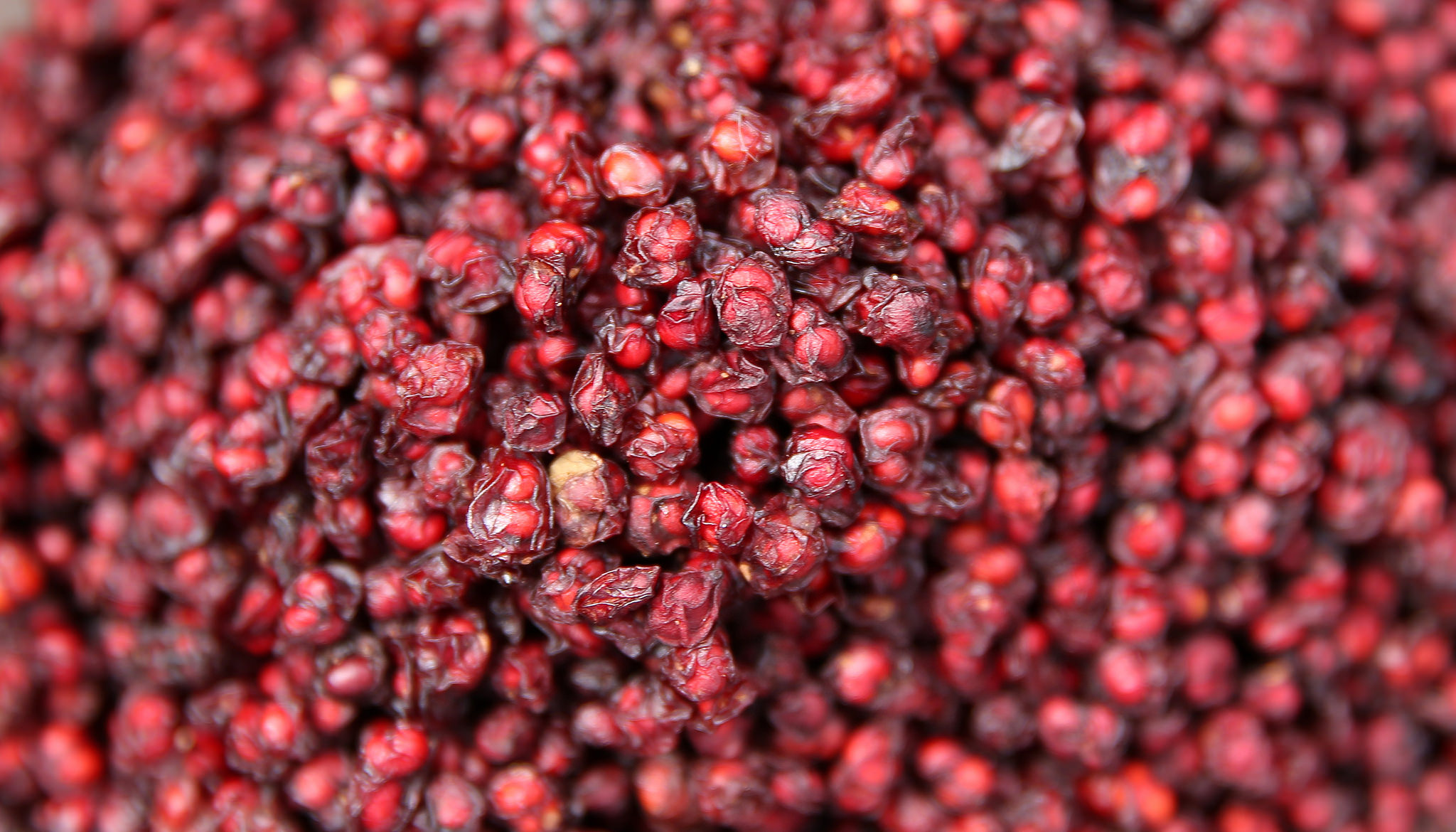
Getrocknete Beeren der Schisandra chinensis
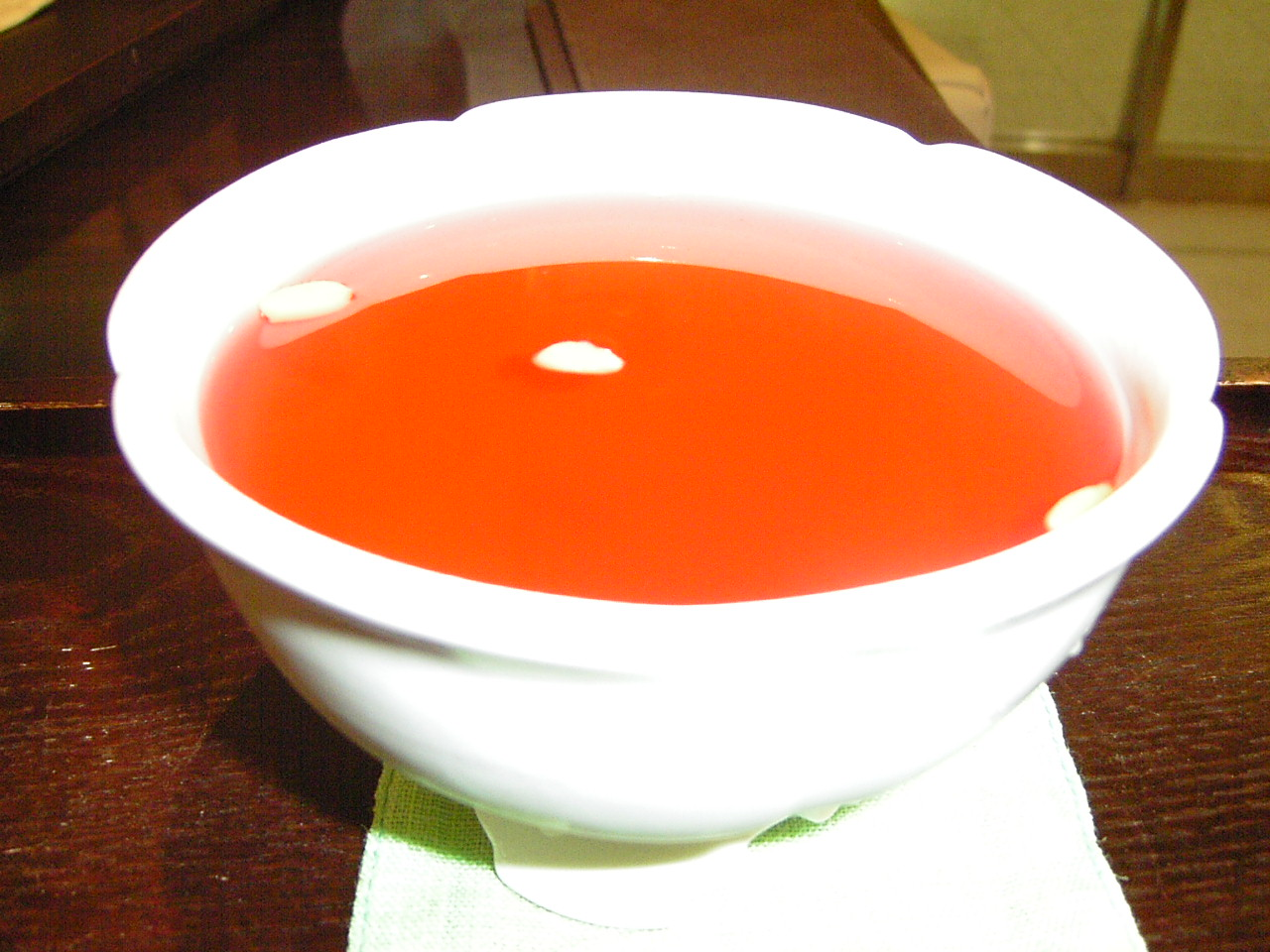
Tee aus Schisandra chinensis